# Ashi Dechen Wangmo Wangchuck
Ashi Dechen Wangmo Wangchuck, född 8 september 1954, prinsessa av Bhutan, andra dottern av Jigme Dorji Wangchuck, hon har varit kungens representant i ministeriet för utveckling 1976-1985 och jordbruksministeriet 1994-1997 och jordbruksminister 1985-1992.